# Loris Karius
Loris Sven Karius (Biberach an der Riß, 22 de junho de 1993) é um futebolista alemão que atua como guarda-redes. Atualmente está no Schalke 04.

## Carreira
Karius começou sua carreira em times de base da Alemanha até chegar ao Stuttgart em 2005. Quatro anos depois, viu no Manchester City o desafio necessário para alcançar um novo nível na carreira e optou por deixar o seu país natal e ir à Inglaterra para atuar na base dos citizens.
Apesar de ter evoluído no clube inglês, não chegou a fazer nenhuma partida como profissional na equipe de Manchester. Desse modo, ao receber uma proposta do Mainz 05, retornou à Alemanha e conseguiu estrear profissionalmente aos 19 anos.

### Mainz
Após passagem pelo futebol inglês, o jogador foi, inicialmente, mandado ao Mainz B para conseguir experiência o suficiente para ascender aos profissionais.
No dia primeiro de dezembro de 2012, Loris viu Christian Wetko acumular dois cartões amarelos diante o Hannover pela Bundesliga de 2012–13 e ser expulso. Desse modo, aos 52 minutos, entrou no lugar de Shawn Parker e impediu a equipe adversária de marcar mais gols. A partida terminou 2 a 1 para o Mainz, mas Karius só voltaria a estar em campo na época seguinte.
Depois de sua estreia, participou ativamente da Bundesliga de 2013–14, fazendo 23 partidas. A época 2014–15 trouxe a ele não só a titularidade absoluta no clube alemão, mas também a possibilidade de defender duas penalidades. Contra o Borussia Dortmund, Ciro Immobile realizou um chute rasteiro no lado esquerdo e coube ao defensor impedir que a bola entrasse espalmando-a para o lado. No fim da jogada, Karius apanhou a pelota e contribuiu ativamente na vitória por 2 a 0 do Mainz.

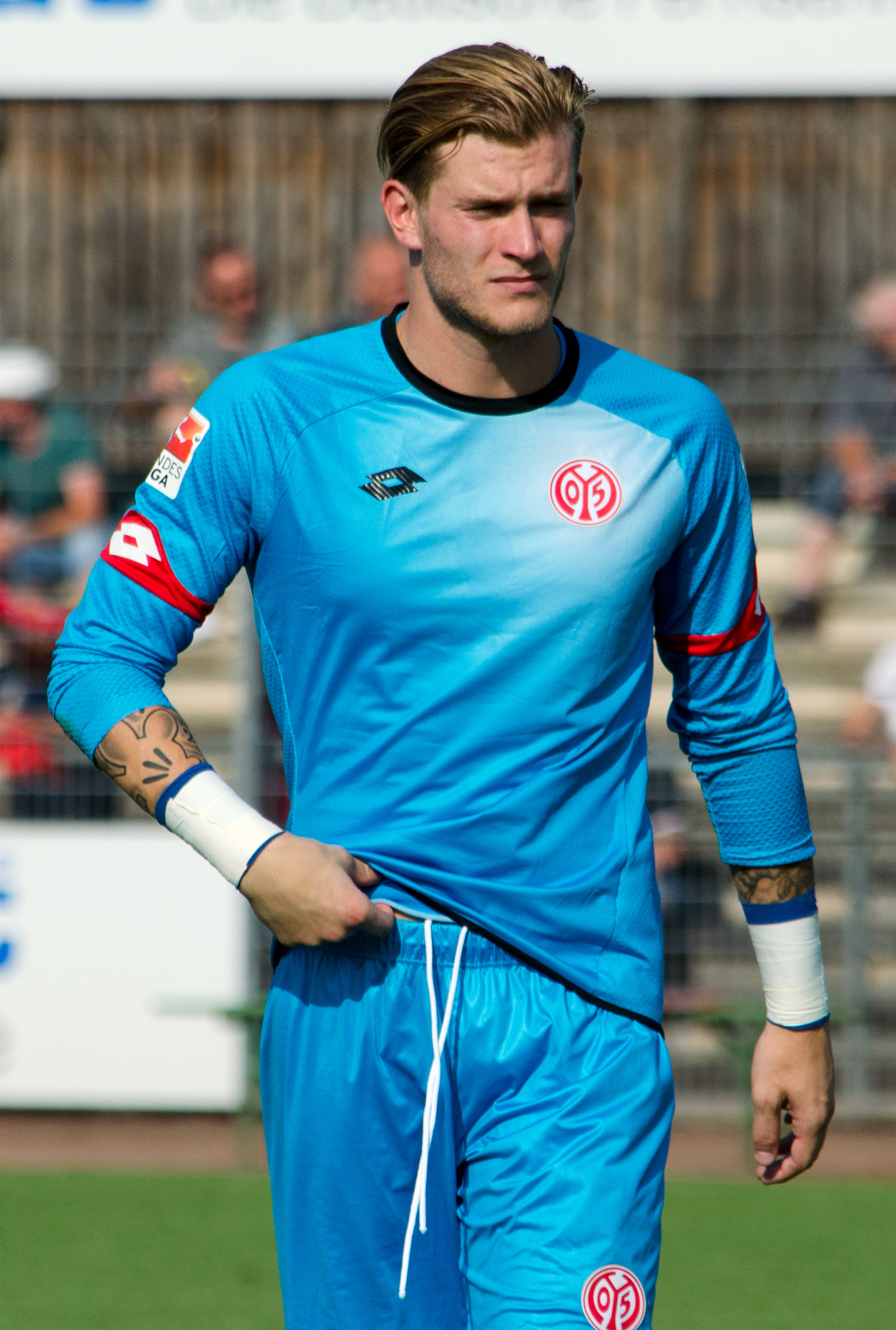
Karius em 2015.

Dois meses depois, em novembro de 2014, foi a vez de Loris impedir o tento de Franco Di Santo, que na época defendia as cores do Werder Bremen. Apesar da defesa, foi no rebote que o argentino estufou as redes do Mainz e ajudou seu clube a derrotar o time do goleiro por 2 a 1.
Na temporada seguinte dessa Bundesliga, o jogador conseguiu defender mais dois pênaltis. O primeiro foi de Klaas-Jan Huntelaar, que defendia o Schalke 04, e o último de Marco Reus, ídolo do Borussia Dortmund. Porém, essas defesas não ajudaram o time vermelho a vencer os jogos, pois o goleiro sofreu mais dois tentos no decorrer dessas mesmas partidas.
A passagem do goleiro na Bundesliga foi positiva. Assim que chegou à titularidade, contribuiu para que o Mainz obtivesse a 7ª colocação, dando uma vaga aos play-offs da Liga Europa. No entanto, o Asteras Tripolis conseguiu impedir a classificação dos alemães à Fase de Grupos. Em seu último ano no clube, conseguiu contribuir para que o Mainz tivesse a sexta colocação na Bundesliga de 2015–16, a melhor desde sua estreia.
Nessa mesma época, fizera diversas boas defesas e foi eleito, pela revista Kicker, o segundo melhor goleiro do Campeonato Alemão, ficando somente atrás do ídolo nacional Manuel Neuer.

### Liverpool
Após demasiado destaque, foi contratado em 25 de maio de 2016, pelo Liverpool por uma taxa de 4,7 milhões de libras esterlinas. Jürgen Klopp o chamou para integrar ao elenco após acompanhá-lo de perto quando o técnico treinava o Borussia Dortmund. Ambos tiveram uma conversa antes de Karius assinar com os Reds e se interessou pela forma como Klopp pretendia utilizá-lo, mesmo com Simon Mignolet guardando as redes do elenco.

No Liverpool, Karius teve muitas adversidades. Inicialmente, chegou a atuar em consecutivas partidas da Premier League durante as rodadas seis até 15. Porém, só assegurou um clean sheet em três oportunidades e sofreu 12 gols. Desse modo, deixou o time titular e só esteve novamente entre os titulares na próxima época.

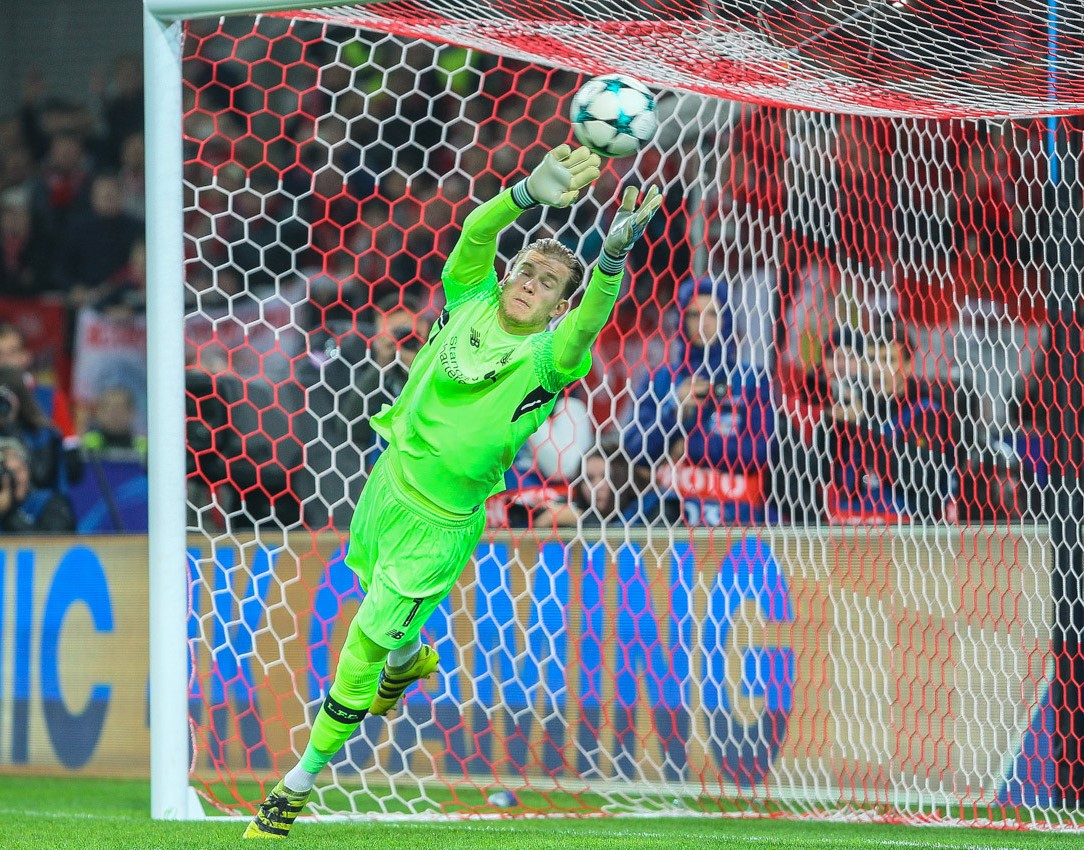
Karius em 2017 pela Champions League.

O jogador só teve uma constante participação no elenco dos Reds a partir da Premier League de 2017–18, quando Klopp novamente o deixou entre os titulares, com frequência, a partir de 2018. O jogador passou a ter partidas mais regulares e só perdeu três jogos naquele período, tento assegurado a meta limpa em dez oportunidades nos 19 jogos que fizera ao todo.
Dentro dessa passagem, o atleta ainda pôde, pela única vez em solo inglês, defender uma penalidade em uma partida épica. Mohamed Salah havia aberto o placar para os Reds em pleno Anfield. Victor Wanyama empatou o jogo aos 80 minutos com um fortíssimo chute de fora da área. Sete minutos depois, o goleiro viu Harry Kane correr com a bola nos pés sozinho e mergulhou no objeto esférico a fim de tentar fazer uma defesa, mas o árbitro marcou uma penalidade a favor do Tottenham, pois o defensor acertou as pernas do atleta.
Loris esperou até o último momento e defendeu o chute do oponente sem muito esforço, já que o inglês havia chutado praticamente no meio. Salah, aos 90 minutos, desempatou o jogo, mas Virgil van Dijk aplicou um chute em Erik Lamela e o atacante dos Spurs conseguiu balançar as redes descolando o goleiro alemão em uma nova penalidade, finalizando o placar em 2 a 2.

#### Falhas na Final da Champions League

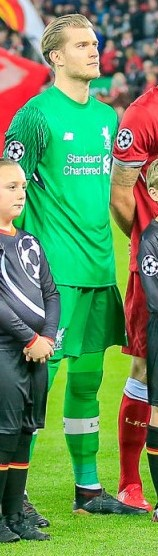
Karius nessa temporada de Champions.

Nessa mesma época, o time do trio Salah, Firmino e Mané (com Coutinho jogando a Fase de Grupos antes de deixar o clube) conseguiu chegar à final da Liga dos Campeões da UEFA, em um jogo contra o Real Madrid.
Porém, falhou ao arremessar a bola após uma defesa, a jogando no pé de Benzema, que rapidamente fez o gol e ao tentar agarrar uma bola lançada a grande distância por Bale, desviando-a para dentro do gol. Isso fez com que seu time perdesse por 3-1, e devido a essas falhas, Karius recebeu várias ameaças de morte via redes sociais, que foram investigadas pela polícia de Merseyside.
Dias após o jogo, exames médicos concluíram que Karius sofreu uma concussão cerebral durante a partida, mas antes dos gols dos Merengues, e que isso pode ter afetado seu desempenho na partida. A lesão cerebral teria sido acarretada por um choque com Sergio Ramos nos primeiros minutos do segundo tempo.
Após as falhas, que já aconteceram em outros momentos de sua passagem pelo Liverpool, coube a diretoria do time buscar outro guarda-redes. Desse modo, a pouca utilização de Karius deu espaço para o goleiro Alisson Becker se firmar nos Reds e conquistar uma futura idolatria.

### Beşiktaş (empréstimo)
Em 25 de agosto de 2018, Karius se juntou ao Beşiktaş em um empréstimo até 2020.
Na Turquia, o defensor conseguiu performar de maneira agradável, tento sido titular nas duas temporada que ficou no time. No entanto, por conta de problemas salariais, já que o clube turco não havia honrado com seus compromissos, deixou a equipe sem ter conquistado nenhum troféu.

### Union Berlin (empréstimo)
Após passagem no futebol turco, Karius retornou à Alemanha para jogar no Union Berlin. Contudo, apesar de só ter perdido um jogo, empatou outras três vezes e só venceu o Freiburg por 1 a 0. Desse modo, ele não foi devidamente aproveitado na equipe e deixou a Bundesliga para retornar à Liga inglesa.

### Newcastle United
Após acabar o seu contrato com o Liverpool, Karius decide retornar à Premier League e assinar com o Newcastle United em setembro de 2022.
O alemão estreou na final da Copa da Liga Inglesa de 2023–24 e viu o Manchester United vencer o jogo por 2 a 0. Seu segundo, e último, jogo aconteceu na Premier League de 2023–24, quando o Arsenal goleou o clube por 4 a 1.
Após essa época, o jogador não renovou o seu contrato e ficou sem clube. Seu último jogo aconteceu no dia 24 de fevereiro de 2024, quando os Gunners de Mikel Arteta marcaram quatro vezes no defensor.

### Schalke 04
Em 14 de janeiro de 2025, Karius assinou com o Schalke 04, com contrato até o final da temporada.